# HBX
HBX (av engelska: High Blast Explosive) är ett sprängmedel som utvecklats ur Torpex. Det är idag tillsammans med Hexotol ett av de vanligaste militära sprängmedlen och har i stort sett ersatt amatol, minol och andra sprängmedel som innehåller ammoniumnitrat.
HBX består av hexogen, trotyl, aluminiumpulver i olika proportioner beroende på variant, samt ett stabiliserings- och bindemedel kallat D-2 som består av cellulosanitrat, kalciumklorid och vax.
| Sprängmedel | Hexogen | Trotyl | Aluminium | Cellulosanitrat | Kalciumklorid | Vax  |
| ----------- | ------- | ------ | --------- | --------------- | ------------- | ---- |
| HBX-1       | 40%     | 37%    | 17%       | 0,7%            | 0,5%          | 4,2% |
| HBX-3       | 31%     | 28%    | 35%       | 0,7%            | 0,5%          | 4,2% |
| H-6         | 44%     | 30%    | 20%       | 0,7%            | 0,5%          | 4,2% |

HBX-1 har i princip samma proportioner som Torpex, men med tillsats av 5% stabiliserings- och bindemedel D-2. HBX-3 har en högre andel aluminium för att höja explosionstemperaturen på bekostnad av brisansen. H-6 har samma förhållande mellan hexogen och trotyl som hexotol vilket ger effektivare oxidation av aluminium.